# Santa Sofia d'Epiro
Santa Sofia d'Epiro (in arbëreshë Shën Sofia) è un comune italiano di 2 096 abitanti in provincia di Cosenza in Calabria, situato a 558 metri di altitudine sul versante nordoccidentale della Sila Greca, sulla riva destra del fiume Crati. 
È un comune arbëreshë (italo-albanese) della Calabria e conserva ancora oggi le tradizioni trasmesse dagli albanesi stanziati nel territorio, quali l'antica lingua albanese, il rito bizantino-greco (proprio degli arbëreshë), gli usi, i costumi e le tradizioni tipiche.
Inserita in una riserva naturale, mantiene la sua fisionomia architettonica medievale d'origine, con una forte impronta balcanica. Nel paese, oltre a un importante museo del costume albanese, è presente un'accademia dell'arte e della musica. Numerosi sono i gruppi che si applicano alle ricerche metriche musicali, due dei quali, dall'inizio del terzo millennio, suonano e cantano in albanese, riprendendo i canti tradizionali polivocali e la tradizione musicale e culturale arbëreshe.

## Geografia fisica
Il territorio di Santa Sofia ha un'estensione totale di circa 39 km², ha una morfologia tipicamente collinare e un'altitudine media compresa tra i 550 e i 750 metri s.l.m. La sua rete idrografica è costituita da numerosi torrenti, e i due corsi d'acqua più importanti sono il fiume Crati e il torrente Galatrella. Confina con i comuni di Bisignano a Sud-Ovest, di Tarsia a Nord e a Nord-Ovest, di San Demetrio Corone ad Est e di Acri a Sud-Est.

## Storia
La storia di Santa Sofia d'Epiro iniziò prima della venuta degli albanesi di rito bizantino (o greco) provenienti dalla regione della Ciamuria (Epiro) nella Calabria Settentrionale alla fine del XV secolo, con il borgo che venne fondato vicino ad una piccola masseria abbandonata preesistente.
Il vasto arco di colline che si estende a nord-est di Bisignano e scende fino al fiume Crati, fu diviso fin dal Medioevo in cinque grosse contrade: la Terra di Santa Sofia, i casali di Musti, Appio, San Benedetto e Pedilati, infeudate ai vescovi di Bisignano da Papa Celestino III, con la bolla del 13 aprile 1192, e dal re di Sicilia Tancredi. Altri riferimenti archivistici informano sull'esistenza di questi piccoli centri abitati: in un registro contabile del 1268, tra "Sanctus Benedictus" e "Alimusti" è inserito il nome di "Sancta Sofia" seguito da "Apium"; nel 1269, secondo una cedola angioina, la popolazione di Santa Sofia risulta composta da 213 persone; nel 1276 il numero ufficiale di fuochi (famiglie) del casale è di 50; nel 1331, dalla Platea dell'archivio Vescovile di Bisignano, si hanno notizie del casale di Pedilati.
Un'altra importante conferma si trovava nel Palazzo dei Vescovi Baroni di Santa Sofia, in un'iscrizione risalente al 1622, anno nel quale vi era in carica Mario Orsini, vescovo di Bisignano (1611-1624). Uno dei suoi successori, Mons. Bonaventura Sculco (1745-1780), la fece riprodurre nel 1750 in un atto notarile prima che venisse distrutta durante i lavori di ampliamento del palazzo.
Riguardo all'origine bizantina di Santa Sofia, si deve effettivamente considerare che verso l'anno 869 d.C. i Bizantini fecero irruzione nel territorio del principato longobardo di Salerno occupando Cosenza, Bisignano e Rossano: è probabile quindi che un esiguo gruppo di soldati fermatosi sulle colline poco lontane da Bisignano, possa aver dato origine ad un minuscolo nucleo di abitazioni, attribuendogli il nome di Santa Sofia. Dopo un iniziale momento di sviluppo e di accrescimento demografico, le cinque borgate vennero spazzate via dalla tremenda epidemia di peste che infierì sulla Calabria alla metà del XIV secolo. I danni della peste furono poi aggravati dai numerosi terremoti, tra i quali il più disastroso fu quello del 1450.
I feudi dei vescovi di Bisignano rimasero desolatamente vuoti e assolutamente improduttivi; questo fu uno dei motivi per cui Mons. Giovanni Frangipani, vescovo di Bisignano dal 1449 al 1475, favorì dal 1472 nelle sue terre, l'insediamento di un gruppo di albanesi provenienti dall'Epiro. Negli stessi anni il principe di Bisignano era Girolamo Sanseverino (1471-1478).
La già citata epigrafe del 1622 del Palazzo Vescovile (1595) di Santa Sofia faceva risalire l'insediamento della comunità di Albanesi a 150 anni prima della collocazione dell'iscrizione, ovvero al 1472. Da questo momento gli Albanesi si trovarono irrimediabilmente invischiati nella rete di obbligazioni e tributi fiscali che gravavano sulle popolazioni dell'Italia Meridionale in quel particolare momento storico. Essi risultarono sottomessi sia al vescovo di Bisignano che al principe Sanseverino e ad ambedue dovevano corrispondere decime su tutte le loro attività. Il vescovo inoltre esercitava sulla popolazione la giurisdizione civile e religiosa, mentre il principe controllava l'ordine pubblico nel feudo.
Per regolarizzare la loro posizione giuridica e per difendersi dai soprusi dei gabellieri, il 1º agosto 1530 gli albanesi di Santa Sofia contrassero capitolazioni, redatte in Morano, con il principe di Bisignano Pietro Antonio Sanseverino. Il 26 settembre 1586 i Sofioti stipularono in Bisignano altri statuti con il vescovo Mons. Domenico Petrucci (1584-1598), presso il notaio Marcello Baccario. 
Altro importantissimo documento è la Platea dei beni dell'episcopato bisignanese, redatta dal canonico tesoriere della cattedrale, Mons. Francesco Domenico Piccolomini (1492-1530). In questo atto si leggono i fuochi che costituivano i casali di Santa Sofia (77 fuochi) e di Pedilati (29 fuochi).
Nel 1543 gli abitanti di Pedilati, per protesta contro l'eccessivo fiscalismo, bruciarono il proprio casale e si stabilirono in Santa Sofia che contava ormai 96 fuochi, circa 296 abitanti. Durante il principato di Bernardo Sanseverino iniziò poi la decadenza economica della florida dinastia dei signori di Bisignano e le difficoltà finanziarie della Casa divennero ancora più evidenti sotto il suo discendente Carlo Mario Sanseverino che, per rimediare alle dissolutezze del padre, si vide costretto a svendere numerosi feudi che costituivano il suo patrimonio.
Il casale di Santa Sofia fu dal 1517 al 1572 feudo di Casa Sanseverino per poi passare ai Milizia e, in seguito, tornare ad essere feudo di Casa Sanseverino Principi di Bisignano.
Per quanto riguarda il XVII secolo, lo stato della ricerca storica è ancora incompleto e frammentario; si può quindi affermare che, generalmente fra gli abitanti del casale regnava uno stato di povertà diffusa, a cui sfuggiva solo una piccola porzione di popolazione costituita da nobili locali, proprietari terrieri e dalla numerosa classe dei clerici, possessori di mulini ad acqua, vigneti e gelseti. Nel XVIII secolo, grazie anche al miglioramento delle condizioni culturali favorito dall'apertura del collegio italo-greco "Corsini", prima a San Benedetto Ullano, poi a San Demetrio Corone, si sviluppò gradualmente una nuova classe sociale di ceto medio-borghese: ciò determinò una più forte differenziazione sociale fra gli abitanti di Santa Sofia.

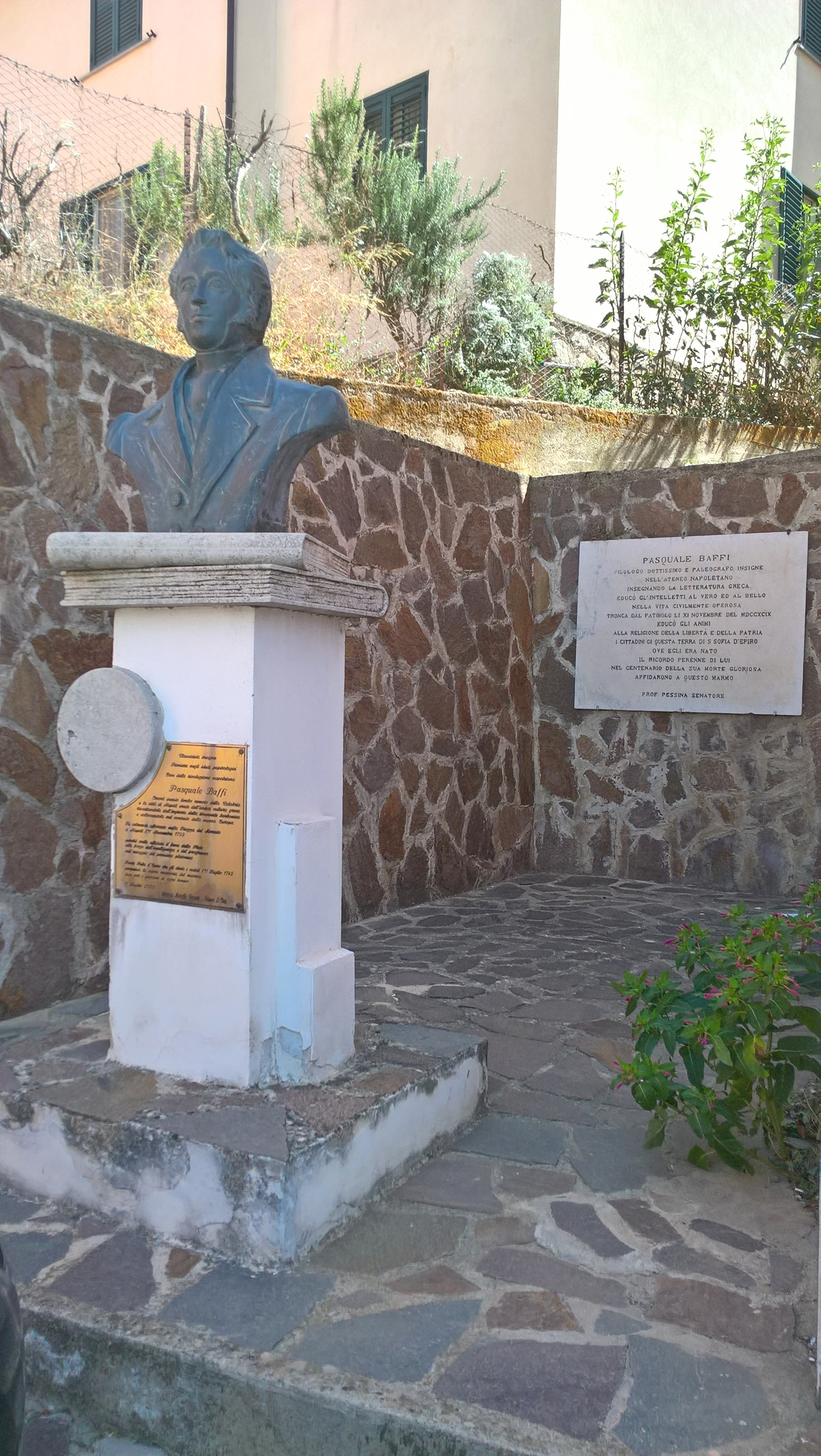
Monumento a Pasquale Baffi

Si può ancora oggi individuare questo importante movimento sociale dalla costruzione di numerosi palazzotti "nobiliari", pervenutici nelle sistemazioni del XIX secolo, ma sicuramente iniziati e presenti fin dal secolo XVII, che differenziandosi dal semplice tessuto urbanistico del villaggio, evidenziano lo stato di agiatezza raggiunto da alcune famiglie. Da questi casati provengono figure che hanno reso importante il paese: Pasquale Baffi, Angelo Masci e Mons. Francesco Bugliari, propensi ad accogliere e diffondere le nuove idee del Secolo della Ragione anche a costo della propria vita. Nel periodo del Risorgimento furono numerosi gli italo-albanesi di Santa Sofia d'Epiro che lottarono per l'indipendenza e per l'Unione della Nazione italiana, dichiarandosi sostenitori della dinastia sabauda contro quella borbonica, la quale trovò fiero sostegno solo in poche famiglie. A conferma di ciò, nel 1861, storico anno del plebiscito per l'Unità d'Italia, i 352 votanti di Santa Sofia d'Epiro iscritti nelle liste elettorali si espressero quasi all'unanimità per l'annessione dal vecchio Regno delle Due Sicilie al nuovo Regno Sabaudo.
Negli anni della seconda guerra mondiale, tra il 1940 e il 1943, Santa Sofia d'Epiro fu uno dei 14 comuni della Calabria designati dalle autorità fasciste ad accogliere profughi ebrei in internamento libero. I 4 confinati, provenienti dalla Polonia, furono liberati con l'arrivo dell'esercito alleato nel settembre 1943.

## Monumenti e luoghi d'interesse

### ArchitetturaArbëreshe
Il centro Antico di Santa Sofia d'Epiro è allocato lungo una linea che si sviluppa da Est verso Ovest; da fonti filologiche si sa che nell'area occidentale, nella zona adiacente all'attuale chiesa di Santa Sofia (Qisha Vjeter, 39.548479°N 16.32857°E), nel IX secolo sorse un minuscolo villaggio fondato da soldati greci, in seguito abbandonato o distrutto. Nel XV secolo, quando giunsero i profughi albanesi a ripopolare le cinque contrade sterminate dalla peste nera, si insediarono strategicamente nei pressi della chiesa vecchia (Santa Sofia – Terra), mentre, con molta probabilità, un secondo gruppo si accampò sul fianco Est.

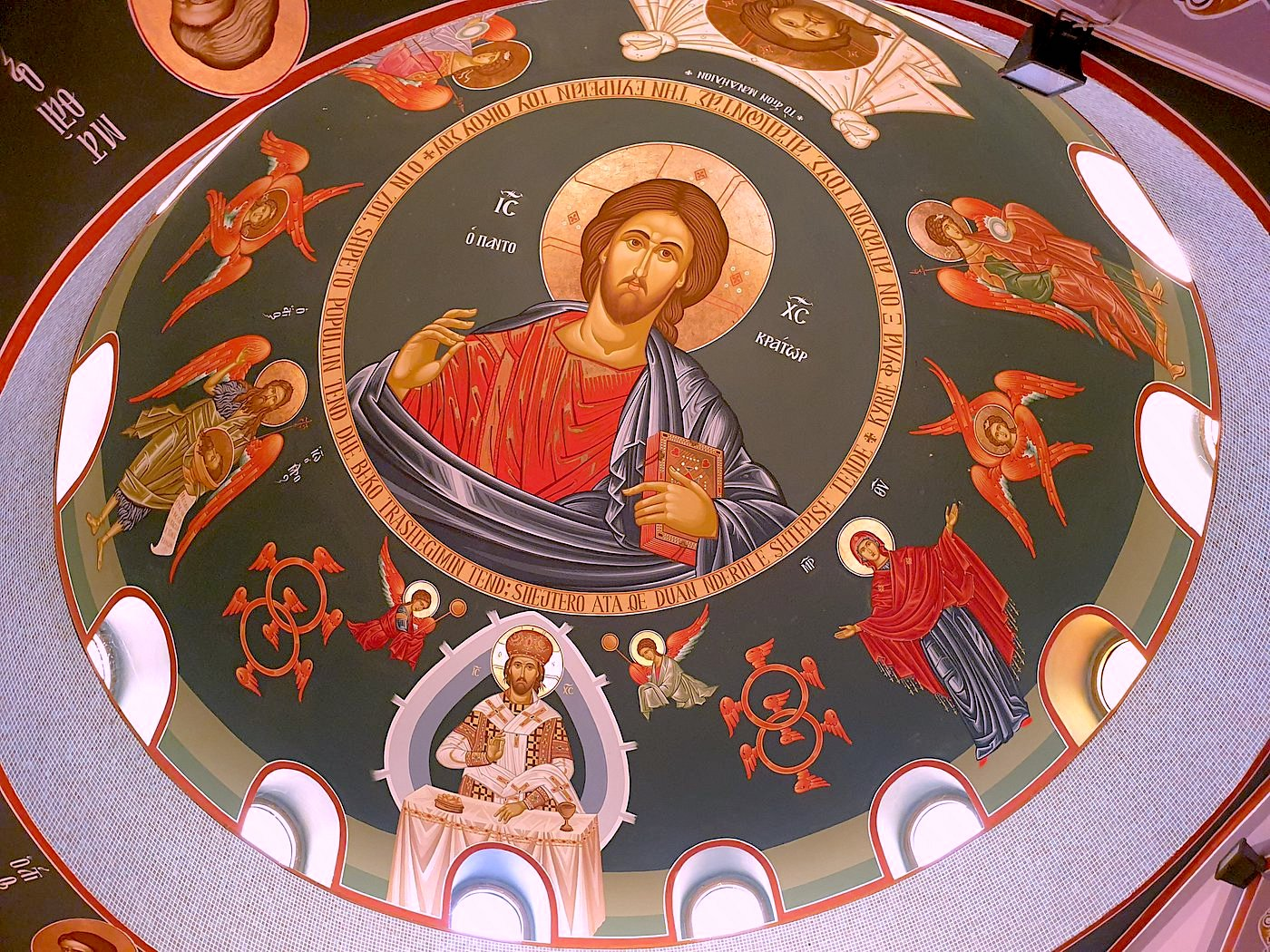
Piccola chiesa di Sant'Atanasio il Grande

Lo spazio urbano che originò il primo nucleo insediativo, con molta probabilità, ricalcava le impronte tipiche dei gruppi familiari allargati arbanon, con i quattro rioni tipici, l'origine di tutti i paesi dei Balcani: Chisa, Bregu, Sheshi e Katundi, sono i rioni fondativi. Nel passaggio dalla famiglia allargata alla famiglia urbana, per rimanere uniti e non perdere il loro antico ceppo, utilizzarono una versione più moderna dell'antica Shichita, denominandola Gjitonia, noto come "il luogo dei cinque sensi". 

### Tipi edilizi
- Le dimore più povere o del primo periodo: semplici abitazioni a piano terra ancora di matrice estrattiva in quanto erano semi incastonate sul declivio e caratterizzate da una falda unica del tetto che va verso l'ingresso dove sono allocate la porta gemellata a una piccola finestra (Scesci i Passionatith).
- Le case a due livelli: nate dopo il Settecento con la crescita, in altezza, dei moduli. Lo spazio di pertinenza delle prime abitazioni è completamente utilizzato e quindi si aggiunge un piano superiore al piano terra, che è raggiungibile da una scala interna; dopo tale modifica, con i frazionamenti familiari e con le disponibilità economiche in lieve miglioramento, al modulo abitativo si aggiungono i noti profferli esterni che restringono strade e vicoli.
- Le case nobiliari: nascono dopo l'epoca murattiana e si compongono di un primo livello, al piano terra, e un livello nobile al primo piano, con una copertura a falde. Al piano terra si trovano i depositi dei prodotti che vengono dalle terre e gli attrezzi per la lavorazione, una serie di locali di forma quadrata molto regolari che si affacciano da un lato, con degli ingressi, sulle piccole strade (rrugat); la loro ventilazione è assicurata da finestre a ridosso del declivio ed il primo di questi locali è l'ingresso dell'abitazione il quale, attraverso una scala interna, dà accesso all'alloggio, ornato da portali in pietra lavorata e affacciato sull'area comune.

Esiste una sola tipologia di gjitonì, in quasi tutto il centro antico, la cui osservazione fornisce diverse informazioni sul modo di concepire e organizzare la convivenza sociale in gruppi coordinati e riconosciuti come tali. Nonostante il modello sociale sia mutato nel corso dei secoli, insieme alle esigenze sociali ed economiche, e si sia riposto il sistema della famiglia allargata prima, e di quella detta urbana poi, sostituita da quella metropolitana, gli espatriati continuavano ad essere legati fra loro da inscindibili vincoli parentali e non di commarato, come avviene nel modello di vicinato. Sino agli anni Settanta del secolo scorso, in lontananza, era complicato scorgere nelle colline gli elevati elementi architettonici, in quanto amalgamati con le pigmentazioni tipiche dei prodotti naturali o composti di cui erano realizzati elevati ed orizzontamenti. Poi a sera, con le illuminazioni pubbliche e private, le colline si mettevano in evidenza con segni fatti di luce e di vita arbëreshë. Le abitazioni originarie, notoriamente molto semplici, sono oggi l'espressione dei secoli e della conseguente crescita economica e sociale. Prima con le note Kalive o Katoj, poi con le case a due livelli frazionate dai profferli e infine, in epoca francese, ovvero durante e dopo il periodo napoleonico, con i noti palazzotti nobiliari.
Un elemento estraneo alla cultura locale consiste nell'inserimento del forno all'interno dell'abitazione; condiviso da un ben identificato gruppo di famiglie, la sua presenza era occasione, presso gli Arbëreshë, di un momento di solidità sociale che andava oltre il semplice gesto della panificazione in sè.

### Architetture civili

#### Edifici principali
Gli edifici storici di Santa Sofia sopravvissuti nel corso dei secoli sono le modeste Kalive o Katij, che dal 1535 e sino agli anni settanta del secolo scorso erano conservate nella originaria configurazione stratificata anche dai terremoti. Tali abitazioni, con ingresso ai depositi con forma di architrave romanico di mattoni intonacati, dal 1750 circa vennero abbellite con i profferli, anche a causa del frazionamento delle proprietà. In seguito al decennio francese, nella prima parte dell'Ottocento, sorsero poi i palazzotti nobiliari, a emulazione delle abitazioni con profferlo, rappresentazione di una scelta sociale generalizzata di un gran numero di sofioti, mentre la classe più povera continuerà a vivere nei Katij fino alla fine degli anni Sessanta, per poi emigrare al nord sia dell'Italia che dell'Europa.
Fra i palazzi nobiliari sorti tra XVIII e XIX secolo vi sono Palazzo Becci e Palazzo Bugliari, mentre più antico è il cinquecentesco Palazzo dei Vescovi di Bisignano (1559).

## Società

### Evoluzione demografica
Abitanti censiti

## Cultura

### Istruzione

#### Biblioteche

##### Biblioteca Civica
La Biblioteca Civica "Angelo Masci" è stata istituita il 24 marzo del 1981. Ubicata nel centro storico, nel signorile Palazzo Bugliari (XIX secolo, 39.54591°N 16.329597°E) fino a pochi anni fa, è stata spostata presso i nuovi locali siti in via Ospizio. È dotata di uno Statuto, approvato nel 1986, conforme alla Legge Regionale nº 17/85. Didatticamente è organizzata secondo il sistema "a scaffale aperto" seguendo le norme biblioteconomiche attualmente in uso: classificazione decimale Dewey; Catalogazione Descrittiva; Catalogazione Semantica. La struttura gestisce con sistemi informatici il proprio patrimonio libraio che ha raggiunto 7 000 unità bibliografiche. Spicca la sezione dedicata alle minoranze etnico-linguistiche in Calabria: Greci, Occitani e in maniera particolare alle etnie Albanesi in Italia; è composta da 1 500 titoli, con volumi in lingua albanese, tedesca e inglese.

#### Musei

##### Museo del Costume
Presso Palazzo Bugliari è stato istituito il Museo del territorio e del costume Arbereshe, nel quale si possono ammirare ricostruzioni fedeli e complete della vestizione tradizionale delle donne albanesi. La raccolta comprende vestiti giornalieri, di festa, di mezza festa nuziale e di lutto.

#### Associazioni

##### Associazione culturaleShqiponjat

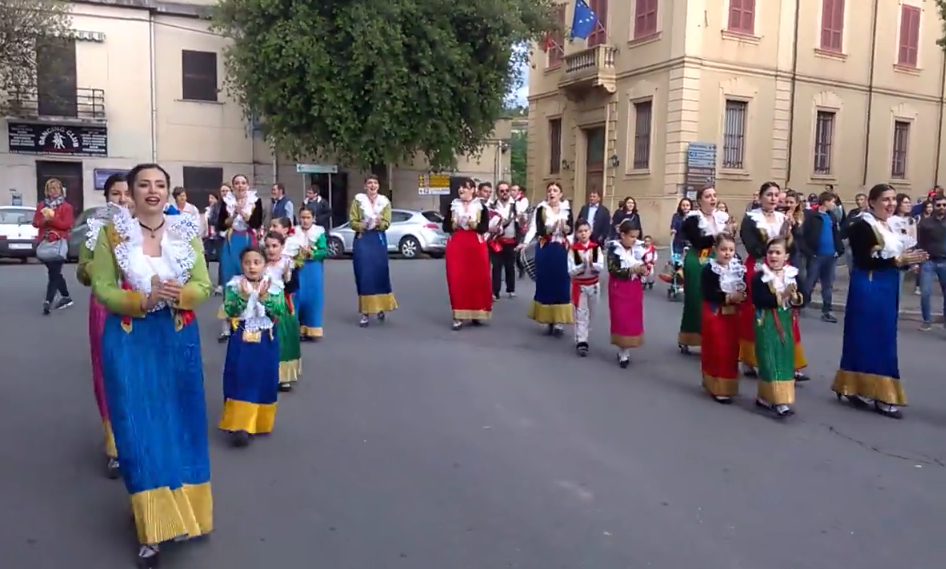
Il gruppo folcloristico Shqiponjat a Cosenza nel maggio del 2017

L'Associazione culturale Shqiponjat (Le Aquile in albanese) nasce nella primavera del 1994 come gruppo folcloristico, su iniziativa di 12 ragazze, e diventa associazione culturale 10 anni dopo.
In conformità con l'emblema (Aquila bicipite) della madrepatria dei loro antenati, l'Albania, hanno scelto il nome Shqiponjat, Le Aquile.
L'obiettivo del gruppo, una formazione composta da sole donne, è quello di mantenere vivo sia l'antico valori arbëreshë che le tradizioni, incluse la musica e i costumi. Da uno studio di antichi manoscritti e dalla tradizione orale emerge che, ai tempi dell’invasione ottomana in Albania, le donne - oltre a custodire il focolare domestico – danzassero e cantassero per rendere omaggio ai propri mariti di ritorno dalle battaglie.
Al 2017 annoverava 30 danzatrici, di età compresa tra i 10 e i 30 anni, e un'orchestra di 7 musicisti.

## Geografia antropica

### Urbanistica

#### Centro abitato

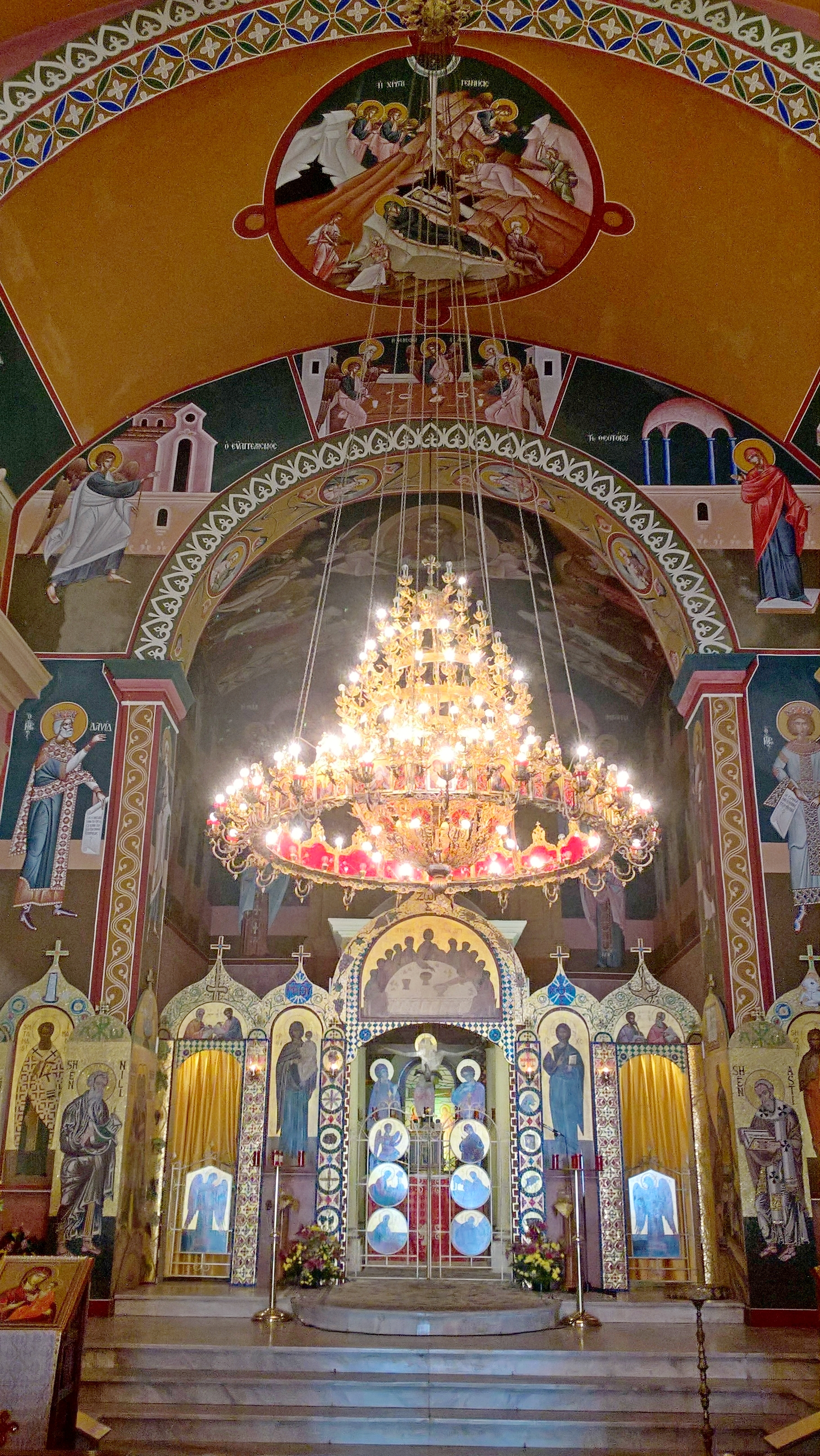
Chiesa di Sant'Atanasio il Grande

Il centro storico di Santa Sofia d'Epiro, come quello di tutti i paesi arbëreshë, è organizzato secondo i quattro tipici Rioni. Esso inoltre è suddiviso in parte superiore, Drelarti, e inferiore, Drehjimi, con i sistemi di approvvigionamento idrico che trovano il loro ideale punto d'incontro nella fontana detta di stango, esposta ad est, e in quella di moroiti, posta ad ovest rispetto al nucleo nevralgico del centro storico, oggi detto Largo dei Vescovi, luogo baricentrico fra la chiesa, dedicata a Sant'Atanasio il Grande ed edificata a partire dal 1695, ed il palazzo arcivescovile, edificato un secolo prima. La chiesa di Sant'Atanasio il Grande venne inaugurata nel 1742 ed è in stile romanico, con un'unica navata coperta da falde in travi di legno, panconcelli e coppi. Oggi, la chiesa si presenta addobbata con emergenze pittoriche di rito greco-bizantino. La chiesa venne ristrutturata varie volte e negli anni 1976-1982 è stata affrescata dal cretese Niko Gianakakis.
All'estremità orientale del paese sorge l'antica chiesa di Santa Sofia detta Qisha Vjeter, riedificata negli anni Sessanta ed oggetto di ricerche anche dall'Ahnenerbe, mentre nel lato Ovest è situata la chiesa di Santa Venere, a devozione della santa che doveva provvedere a tenere ben stabili le azioni di una faglia che lì dietro l'abside correva. Sul colle Monogò, rivolta verso il paese, è ubicata una cappella dedicata al santo patrono, di recente restaurata e ampliata. Dietro l'antico palazzo vescovile, in Largo Trapeza, in luogo dei trappesi per i poveri, si trovano il municipio e il museo del territorio e del costume arbëreshë.

### Suddivisioni storiche

#### Contrade
Santa Sofia d'Epiro è un centro a economia prevalentemente agricola. Per questo motivo, la ricchezza del suo territorio è costituita dalle numerose contrade, più di 40, dove risiede gran parte della popolazione e dove si svolgono tutte le produzioni agricole. Le contrade più importanti e popolose sono: Cavallodoro, Acci, Grottile, Scesci, Gaudio, Mustica, Fravitta, Zarella, Pagliaspito, Zamadà, Gallice, Cacciugliera e Serra di Zot.

#### Toponomastica
Nella toponomastica del centro antico sono contenuti i rioni storici che tracciano le tappe della storica e fiorente azione sociale degli abitanti del paese; ogni rione enuncia un momento storico e determina, con il proprio appellativo, l'operosità dei sofioti. Molte strade mantengono vivo, ancora oggi, il ricordo dei luoghi da cui provennero nel XV secolo i primi esuli greco-albanesi. Alcune, invece, portarono i nomi dei cittadini sofioti che nei tempi passati si sono distinti nella cultura e nell'impegno politico e patriottico. Altre ancora testimoniano toponimi tipici della comunità arbëreshë che si mantengono ancora inalterati nella memoria storica degli abitanti del paese.